# Lijst van vliegtuigtypen (A-B)
Dit is een lijst van vliegtuigtypen die beginnen met een letter in de reeks van A - B.

## 3

### 3Xtrim Aircraft Factory
- 3Xtrim

## A

### AAA
- AAA Vision

### AAC
- AAC SeaStar

### AAI Corporation
- AAI RQ-2 Pioneer
- AAI RQ-7 Shadow

### AAMSA
- AAMSA A9B-M Quail

### AASI
- AASI Jetcruzer
- AASI Stratocruzer

### Abaris
- Abaris Golden Arrow

### ABC Motors
- ABC Robin

### Abe
- Abe Midget

### ABHCO
- ABHCO Gazelle

### A-B Helicopters
- A-B Helicopters A/W 95

### Abraham
- Abraham Iris

### Abramovitsj
- Abramovich flyer

### Abrams
- Abrams P-1 Explorer

### Abrial
- Abrial A-2 Vautour
- Abrial A-3 Oricou
- Abrial A-12 Bagoas
- Abrial A-13 Buse
- Abrial A-260

### ABS Aircraft
- ABS Aircraft RF-9

### ACAZ
- ACAZ C.2
- ACAZ T-2

### ACBA
- ACBA Midour

### Ace
- Ace Baby Ace
- Ace Junior Ace

### Aceair
- Aceair Aeriks

### Aces High
- Aces High Cuby

### Acme Aircraft Corp
- Acme Sportsman
- Acme Centaur
- Acme Sierra

### ACME
- ACME Anser

### AC Mobil 34
- AC Mobil 34 Chrysalin

### Acro Sport
- Acro Sport I
- Acro Sport II/Super Acro Sport

### AD(British AdmiraltyAir Department)
- AD Flying Boat
- AD Navyplane
- AD Scout (AD Sparrow)
- AD Seaplane Type 1000

### AD Aerospace
- AD Aerospace T-211

### Adam
- Adam RA-14 Loisirs
- Adam RA-15
- Adam RA-17

### Adam Aircraft Industries
- Adam M-309 CarbonAero
- Adam A500
- Adam A700 AdamJet

### Adamoli-Cattani
- Adamoli-Cattani fighter

### Adams Industries
- Adams T-211

### Adams-Toman
- ATA Cruiser

### Adams-Wilson
- Adams-Wilson Hobbycopter aka Adams-Wilson Choppy

### Adaro
- Adaro Chirta

### Adcox
- Adcox 1-A
- Adcox Cloud Buster
- Adcox Special
- Adcox Student Prince

### Ader
- Ader Éole
- Ader Avion II
- Ader Avion III

### ADI
- ADI Condor
- ADI Stallion
- ADI Sportster
- ADI Bumble Bee

### Adkisson
- Adkisson SJ-1 Head Skinner

### Advanced Aeromarine
- Advanced Aeromarine Carrera
- Advanced Aeromarine Mallard
- Advanced Aeromarine Sierra

### Advanced Aviation
- Advanced Aviation Buccaneer
- Advanced Aviation Carrera
- Advanced Aviation Cobra
- Advanced Aviation Explorer
- Advanced Aviation King Cobra
- Advanced Aviation Zephyr

### Advanced Soaring Concepts
- Advanced Soaring Concepts Falcon
- Advanced Soaring Concepts Spirit
- Advanced Soaring Concepts Apex

### Adventure Air
- 2+2 Amphibian
- Adventurer 4-Place
- Adventure Twin
- Super Adventurer

### AEA
- AEA Red Wing ("Aerodrome #1")
- AEA White Wing ("Aerodrome #2")
- AEA June Bug ("Aerodrome #3"), herbouwd als AEA Loon
- AEA Silver Dart ("Aerodrome #4")
- AEA Cygnet ("Aerodrome #5")

### AEG
- AEG B.I
- AEG B.II
- AEG B.III
- AEG C.I
- AEG C.II
- AEG C.III
- AEG C.IV
- AEG C.V
- AEG C.VI
- AEG C.VII
- AEG C.VIII
- AEG D.I
- AEG D.II
- AEG D.III
- AEG DJ.I
- AEG Dr.I
- AEG F.1
- AEG G.I
- AEG G.II
- AEG G.III
- AEG G.IV
- AEG G.V
- AEG helicopter
- AEG J.I
- AEG J.II
- AEG N.I
- AEG PE
- AEG R.I
- AEG Z.1
- AEG Z.2
- AEG Z.3
- AEG Z.6
- AEG Z.9
- AEG Wagner Eule

### Aerauto
- Aerauto PL.5C

### AEREON
- AEREON III
- AEREON 26

### Aerfer
- Aerfer Ariete
- Aerfer Leone
- Aerfer Sagittario 2

### Aerial Distributors
- Distributor Wing

### Aériane
- Aériane Sirocco
- Aériane Swift

### Aeritalia
- Aeritalia G.91
- Aeritalia G.222

### Aer Lualdi
- Aer Lualdi L.55
- Aer Lualdi L.57
- Aer Lualdi L.59

### Aermacchi
- Aermacchi AM.3
- Aermacchi AL-60
- Aermacchi S-211
- Aermacchi F-260
- Aermacchi M-290 RediGO
- Aermacchi M-311
- Aermacchi MB-326
- Aermacchi MB-335
- Aermacchi MB-338
- Aermacchi MB-339
- Aermacchi MB-340
- Aermacchi M-346

### Aero
- A-8
- A-10
- A-11
- A-12
- A-14
- A-15
- A-17
- A-18
- A-19
- A-20
- A-21
- A-22
- A-23
- A-24
- A-25 en A-125
- A-26
- A-27
- A-29
- A-30, A-130, A-230, A-330 en A-430
- A-32
- A-34 en A-134
- A-35
- A-38
- A-42
- A-46
- A-100
- A-101
- A-102
- A-104
- A-200
- A-204
- A-300
- A-304
- Ae-01
- Ae-02
- Ae-03
- Ae-04
- Ae-10
- Ae-45 en Ae-145
- Ae-50
- Ae 270 Ibis
- Al-Ma
- B-71
- C-3 en C-103
- C-4
- L-29 Delfin
- L-39 Albatros en L-139 Albatros
- L-59 Super Albatros
- L-60 Brigadýr en L-160 Brigadýr
- L-159 ALCA
- MB-200

### Aero Adventure Aviation
- Aero Adventure Aventura
- Aero Adventure KP 2U-Sova
- Aero Adventure Toucan
- Aero Adventure Pegasus

### Aero Boero
- Aero Boero 260AG
- Aero Boero AB-95
- Aero Boero AB-115
- Aero Boero AB-150
- Aero Boero AB-180
- Aero Boero AB-210
- Aero Boero AB-260

### Aero Bravo
- Aero Bravo Bravo 700
- Aero Bravo Sky Ranger

### Aerocar
- Aerocar 2000

### Aerocar International
- Aerocar Aerocar
- Aerocar Aero-Plane
- Aerocar III
- Aerocar Bullet
- Aerocar Coot
- Aerocar IMP, Mini-IMP, Micro-IMP en Ultra-IMP

### Aero-Cam
- Aero-Cam Slick 360

### Aero Commander
- Aero Commander
- Aero Commander 100 aka Darter Commander, aka Lark Commander
- Aero Commander 200 aka Meyers 200
- Aero Commander Ag Commander
  - CallAir A-9 variant
  - Ayres Thrush variant, voorheen bekend als Snow S-2
- Aero Commander Jet Commander

### Aerocomp
- Aerocomp Merlin
- Aerocomp Comp Air 3
- Aerocomp Comp Air 4
- Aerocomp Comp Air 6
- Aerocomp Comp Air 7
- Aerocomp Comp Air 8
- Aerocomp Comp Air 10
- Aerocomp Comp Air 12
- Aerocomp Comp Air Jet

### Aero Composites/Aero Composite Technologies
- Aero Composites Sea Hawker

### Aero-Craft
- Aero-Craft Aero-Coupe

### Aero Design
- Aero Design DG-1

### Aero Design and Engineering Company
- Aero Commander

### Aero Designs
- Aero Designs Pulsar XP

### Aero-Diffusión
- Aero Diffusión Jodel

### Aero-Dynamics
- Aero Dynamics Sparrow Hawk

### Aero Engineers Australia
- AEA Explorer
- AEA Maverick

### Aero Gare
- Aero Gare Sea Hawker

### Aero-Flight
- Aero-Flight Streak

### Aero Kuhlmann
- Scub

### AeroLites
- AeroLites Bearcat
- AeroLites Ag Bearcat

### Aero Ltd
- Aero AT-1
- Aero AT-2
- Aero AT-3

### Aeromot
- Aeromot Ximango AMT 100
- Aeromot Super Ximango AMT 200

### Aeronautical Engineering Co
- Aeronautical Engineering AE-5

### Aeronca
- Aeronca 7 Champion
- Aeronca 11 Chief
- Aeronca 15 Sedan
- Aeronca C-2

### Aeros
- Aeros Sky Ranger

### Aero Resources Inc.
- J-2
- Super J-2

### Aero Spacelines
- Aero Spacelines Guppy
- Aero Spacelines Mini Guppy
- Aero Spacelines Super Guppy

### Aérospatiale
- Aérospatiale Alouette II
- Aérospatiale Alouette III
- Aérospatiale Corvette
- Aérospatiale Cougar
- Aérospatiale Dauphin
- Aérospatiale Djinn
- Aérospatiale Fregate
- Aérospatiale Gazelle
- Aérospatiale Mohawk
- Aérospatiale Puma
- Aérospatiale Squirrel
- Aérospatiale Super Frelon
- Aérospatiale Super Puma
- Aérospatiale-British Aerospace Concorde

### Aerotechnik
- Aero L-60 Brigadýr (licentie)
- Aerotechnik A-70
- L-13 Vivat
- Aerotechnik P-220UL Koala

### Aer Pegaso
- Aer Pegaso M 100S

### AESL
- AESL CT-4 Airtrainer

### Agusta
- Agusta A109
- Agusta A119
- Agusta A129 Mangusta
- AgustaWestland CH-148 Petrel
- AgustaWestland CH-149 Cormorant
- AgustaWestland EH101

### Ahrens
- Ahrens AR404

### Aichi Kokuki
- Aichi B7A Ryusei
- Aichi D1A
- Aichi D3A
- Aichi E3A
- Aichi E8A
- Aichi E10A
- Aichi E11A
- Aichi E12A
- Aichi E13A
- Aichi E16A
- Aichi F1A
- Aichi H9A
- Aichi M6A Seiran
- Aichi M6A1-K Nanzan
- Aichi S1A Denko

### Aerospace Industrial Development Corporation(AIDC)
- AIDC Ching-Kuo

### Aircraft Cooperative
- Aircraft Cooperative Mechta Russia AC-4

### Aircraft Engineering Corp
- Ace K-1

### Air Tractor
- Air Tractor

### Airbus
- Airbus A220
- Airbus A300 (B2,B4,-600, en 600R)
- Airbus A300-600F
- Airbus A310-200
- Airbus A310-300
- Airbus A310 MRTT
- Airbus A318
- Airbus A319
- Airbus A319CJ
- Airbus A320-200
- Airbus A321-200
- Airbus A330 MRTT
- Airbus A330-200
- Airbus A330-300
- Airbus A340-200
- Airbus A340-300
- Airbus A340-500
- Airbus A340-600
- Airbus A350-800
- Airbus A350-900
- Airbus A380-800
- Airbus A380-800F
- Airbus A400M
- Airbus Beluga
- Airbus CC-150 Polaris

### Airco
- Airco DH.1
- Airco DH.2
- Airco DH.3
- Airco DH.4
- Airco DH.5
- Airco DH.6
- Airco DH.7
- Airco DH.8
- Airco DH.9
- Airco DH.10
- Airco DH.16 (later de Havilland DH.16)

### Airmaster
- Airmaster H2-B1

### Airspeed
- Airspeed AS 4 Ferry
- Airspeed AS 5 Courier
- Airspeed AS 6 Envoy
- Airspeed AS 8 Viceroy
- Airspeed AS 30 Queen Wasp
- Airspeed AS 39 Fleetshadower
- Airspeed AS 45
- Airspeed Ambassador
- Airspeed Consul
- Airspeed Envoy
- Airspeed Fleet Shadower
- Airspeed Horsa
- Airspeed Oxford

### Akaflieg Berlin
- Akaflieg Berlin B-12
- Akaflieg Berlin B-13

### Akaflieg Braunschweig
- Akaflieg Braunschweig SB-5
- Akaflieg Braunschweig SB-7
- Akaflieg Braunschweig SB-9
- Akaflieg Braunschweig SB-10
- Akaflieg Braunschweig SB-11
- Akaflieg Braunschweig SB-12
- Akaflieg Braunschweig SB-13
- Akaflieg Braunschweig SB-14

### Akaflieg Darmstadt
- Akaflieg Darmstadt D-34
- Akaflieg Darmstadt D-36
- Akaflieg Darmstadt D-37
- Akaflieg Darmstadt D-38
- Akaflieg Darmstadt D-39
- Akaflieg Darmstadt D-40
- Akaflieg Darmstadt D-41

### Akaflieg Hannover
- Akaflieg Hannover AFH-24

### Akaflieg Karlsruhe
- Akaflieg Karlsruhe AK-1
- Akaflieg Karlsruhe AK-5
- Akaflieg Karlsruhe AK-5b
- Akaflieg Karlsruhe AK-8

### Akaflieg München
- Akaflieg München Mü-13
- Akaflieg München Mü-17
- Akaflieg München Mü-22
- Akaflieg München Mü-26
- Akaflieg München Mü-27
- Akaflieg München Mü-28

### Akaflieg Stuttgart
- Akaflieg Stuttgart FS-24
- Akaflieg Stuttgart FS-25
- Akaflieg Stuttgart FS-29
- Akaflieg Stuttgart FS-31
- Akaflieg Stuttgart FS-32

### Akron-Funk
- Akron-Funk C-92

### Albatros Flugzeugwerke
- Albatros Al 101
- Albatros Al 102
- Albatros Al 103
- Albatros B.I
- Albatros B.II
- Albatros B.III
- Albatros C.I
- Albatros C.III
- Albatros C.V
- Albatros C.VII
- Albatros C.IX
- Albatros C.X
- Albatros C.XII
- Albatros D.I
- Albatros D.II
- Albatros D.III
- Albatros D.IV
- Albatros D.V
- Albatros D.VII
- Albatros Dr.I
- Albatros G.III
- Albatros I.1
- Albatros L 30
- Albatros L 73
- Albatros W.1
- Albatros W.4

### Alenia
- Alenia C-27 Spartan

### Alexander Schleicher
- Hol's der Teufel
- Prüfling
- Zögling
- Professor (zweefvliegtuig)
- Mannheim (zweefvliegtuig)
- Anfänger
- Stadt Frankfurt
- Rhönadler (1932, eenzitter, ontwerp: Jacobs)
- Rhönbussard
- Falke
- Seeadler
- Condor, varianten: IIA, III
- SG38
- Luftkuort Poppenhausen
- OBS
- Rhönadler (1929, tweezitter, ontwerp: Lippisch)
- Olympia Meise
- Grunau Baby, varianten: IIa, IIb, III, IIIb
- EW 18
- ES49
- Condor IV, variant: 3
- Rhönlerche I
- Alexander Schleicher Ka 1, Rhönlaus
- Alexander Schleicher Ka 2, Rhönschwalbe, ook Ka 2b
- Alexander Schleicher Ka 3
- Alexander Schleicher Ka 4, Rhönlerche II
- Alexander Schleicher Ka 6, varianten 6: Rhönsegler, varianten: B, BR, BR-Pe, CR, CR-Pe, E
- Alexander Schleicher K 7, Rhönadler
- Alexander Schleicher K 8, varianten: B, C
- Alexander Schleicher K 9
- Alexander Schleicher K 10
- Alexander Schleicher AS12
- Alexander Schleicher ASW 12
- Alexander Schleicher ASK 13
- Alexander Schleicher ASK 14
- Alexander Schleicher ASW 15, variant: B
- Alexander Schleicher ASK 16
- Alexander Schleicher ASW 17, varianten: S, X
- Alexander Schleicher ASK 18, variant: B
- Alexander Schleicher ASW 19, varianten: B, X
- Alexander Schleicher ASW XV, prototype
- Alexander Schleicher ASW 20, varianten: B, L, BL, F, FL, FLP, C, CL
- Alexander Schleicher ASK 21, variant: Mi
- Alexander Schleicher ASW 22, varianten: B, BL, BLE
- Alexander Schleicher ASK 23, variant: B
- Alexander Schleicher ASW 24, varianten: E, TOP
- Alexander Schleicher AS 22-2, prototype
- Alexander Schleicher ASH 25, varianten: E, M, Mi, MB, SL
- Alexander Schleicher ASH 26, variant: E
- Alexander Schleicher ASW 27
- Alexander Schleicher ASW 28, varianten: 28-18, 28-18 E
- Alexander Schleicher ASG 29

### Alexejew
- I-212
- Samoljot 150

### Alisport
- Alisport Silent

### Alliant
- Alliant RQ-6 Outrider

### Am Eagle
- Am Eagle Eaglet
- Am Eagle American

### American Champion
- Citabria 7ECA Aurora
- Citabria 7GCAA Adventure
- Citabria 7GCBC Explorer
- Super Decathlon 8KCAB
- Citabria 8GCBC Scout

### Amiot
- Amiot 120 (122, 123)
- Amiot 143M
- Amiot 354

### AMX International
- AMX International AMX

### Angel Aircraft Corporation
- Evangel 4500

### Antonov
- Antonov A-2
- Antonov A-7
- Antonov A-9
- Antonov A-11
- Antonov A-13
- Antonov A-15
- Antonov A-40
- Antonov An-2
- Antonov An-3
- Antonov An-4
- Antonov An-6
- Antonov An-8
- Antonov An-10
- Antonov An-12
- Antonov An-14
- Antonov An-22 Anteus
- Antonov An-24
- Antonov An-26
- Antonov An-28
- Antonov An-30
- Antonov An-32
- Antonov An-38
- Antonov An-70
- Antonov An-71
- Antonov An-72
- Antonov An-74
- Antonov An-88
- Antonov An-124
- Antonov An-140
- Antonov An-148
- Antonov An-174
- Antonov An-180
- Antonov An-204
- Antonov An-218
- Antonov An-225 Mriya
- Antonov OKA-38
- Antonov SKV

### Applebay
- Applebay Chiricahua
- Applebay Mescalero
- Applebay Zia
- Applebay Zuni

### Arado
- Arado Ar 64
- Arado Ar 65
- Arado Ar 66
- Arado Ar 67
- Arado Ar 68
- Arado Ar 69
- Arado Ar 76
- Arado Ar 79
- Arado Ar 80
- Arado Ar 81
- Arado Ar 95
- Arado Ar 96
- Arado Ar 196
- Arado Ar 197
- Arado Ar 198
- Arado Ar 199
- Arado Ar 231
- Arado Ar 232
- Arado Ar 234 Blitz
- Arado Ar 240
- Arado Ar 396
- Arado Ar 432
- Arado Ar 440
- L I
- L II
- S I
- S III
- SC I
- SD I
- SD II
- SSD I
- V 1
- W II

### Archangelski
- SB-2

### Armstrong Whitworth
- Armstrong Whitworth Albemarle
- Armstrong Whitworth Argosy
- Armstrong Whitworth Atlas
- Armstrong Whitworth A.W.52
- Armstrong Whitworth AW.660 Argosy
- Armstrong Whitworth Ensign
- Armstrong Whitworth F.K.3
- Armstrong Whitworth F.K.8
- Armstrong Whitworth F.K.9
- Armstrong Whitworth F.K.10
- Armstrong Whitworth Sea Hawk
- Armstrong Whitworth Siskin
- Armstrong Whitworth Whitley

### Arsenal
- Arsenal VG 33

### ATA
- ATA Cruiser

### ASJA
- ASJA SA 14 Jaktfalken II

### Atlas Aviation
- Atlas Cheetah
- Atlas Oryx
- Atlas Alpha XH-1

### ATR
- ATR-42
- ATR-72
- ATR-100
- ATR-200

### Auster
- Auster AOP mk6
- Auster J series
- Auster Taylorcraft

### Austral Lineas Aereas
- Austral AA-2 Mamba

### Auto-Aero
- Auto-Aero Gobe R-26S

### AVE
- AVE Mizar

### Avia
- B-34
- B-35
- B-122
- B-135
- B-158
- B-534
- BH-1
- BH-2
- BH-3
- BH-4
- BH-5
- BH-6
- BH-7
- BH-8
- BH-9
- BH-10
- BH-11
- BH-12
- BH-16
- BH-17
- BH-19
- BH-20
- BH-21
- BH-22
- BH-23
- BH-25
- BH-26
- BH-27
- BH-28
- BH-33
- BH-39
- S-199

### Aviat
- Aviat A1 Husky
- Aviat Pitts Special

### Aviatik
- Aviatik B.I
- Aviatik C.I
- Aviatik C.VI
- Aviatik D.I

### Aviation Traders
- Aviation Traders Carvair

### Aviamilano
- Aviamilano F.250 en F.260

### Avro
- Avro 503
- Avro 504
- Avro 534 Baby
- Avro 626
- Avro 652
- Avro 707
- Avro 748
- Avro Aldershot
- Avro Anson
- Avro Avian
- Avro Bison
- Avro Cadet
- Avro Jetliner
- Avro Lancaster
- Avro Lancastrian
- Avro Lincoln
- Avro Manchester
- Avro Prefect
- Avro Rota
- Avro Shackleton
- Avro Tutor
- Avro Type E
- Avro Viper
- Avro Vulcan
- Avro Wright
- Avro York

### Avro Canada
- Avro CF-100 Canuck
- Avro CF-105 Arrow
- Avro CT-114 Tutor

### Ayres
- Ayres Let L 610
- Ayres LM200 Loadmaster
- Ayres Thrush

## B

### B & F Technik Vertriebs Gmbh.
- FK.6
- FK.9
- FK.12 Comet
- FK.14 Polaris

### Baade
- Baade B-152

### Bahnbedarf Aktien-Gesellschaft
- BAG D.1
- BAG D.11a
- BAG E.1

### B.A.T.
- F.K.23 Bantam (krielkip)
- F.K.24 Baboon (baviaan)
- F.K.25 Basilisk
- F.K.26
- F.K.28

### Bachem
- Bachem Ba 349

### Ball-Bartoe Aircraft Corporation
- JW-1 Jetwing

### Barkley-Grow
- Barkley-Grow T8P

### Barnett Rotorcraft Company
- J4B
- J4B2

### Bay
- Bay Super "V" Bonanza

### Barrows
- Bearhawk

### Beagle
- Beagle B.206
- Beagle B-121 Pup
- Beagle Basset

### Beechcraft
- Beechcraft XA-38 Grizzly
- Beechcraft AT-7 Navigator
- Beechcraft AT-11 Kansan
- Beechcraft C-6 Ute
- Beechcraft C-12 Huron
- Beechcraft C-43 Traveler
- Beechcraft C-45 Expeditor
- Beechcraft CT-128 Expeditor
- Beechcraft CT-134 Musketeer
- Beechcraft CT-145 Super Kingair
- Beechcraft RC-12 Guard Rail
- Beechcraft Model 17 Staggerwing
- Beechcraft Model 18
- Beechcraft Model 23 Musketeer en Sundowner
- Beechcraft Model 24 Sierra
- Beechcraft Model 33 Debonair
- Beechcraft Model 35 Bonanza
- Beechcraft Model 36 Bonanza
- Beechcraft Model 50 Twin Bonanza
- Beechcraft Model 55 Baron
- Beechcraft Model 56 Duke
- Beechcraft Model 65 Queen Air
- Beechcraft Model 76 Duchess
- Beechcraft Model 77 Skipper
- Beechcraft Model 90 King Air
- Beechcraft Model 95 Travel Air
- Beechcraft Model 99 Airliner
- Beechcraft Model 100 King Air en Model 200 & 300 Super King Air
- Beechcraft Model 1900 Commuter
- Beechcraft SNB
- Beechcraft Model 2000 Starship
- Beechcraft T-1 Jayhawk
- Beechcraft T-7 Navigator
- Beechcraft T-34 Mentor
- Beechcraft T-42 Cochise
- Beechcraft U-8 Seminole
- Beechcraft U-21 Ute

### Beecraft
- Beecraft Queen Bee
- Beecraft Honeybee
- Beecraft T-7 "Navigator"
- Beecraft Wee Bee

### Bell
- Bell 47
- Bell 204
- Bell 205
- Bell 206 Jetranger
- Bell 212
- Bell 214
- Bell 222
- Bell 230
- Bell 407
- Bell 412
- Bell 427
- Bell 430
- Bell AH-1 Cobra
- Bell AH-63 King Cobra
- Bell CH-118 Iroquois
- Bell CH-135 Twin Huey
- Bell CH-136 Kiowa
- Bell CH-139 Jet Ranger
- Bell CH-146 Griffon
- Bell Eagle Eye
- Bell FL Airabonita
- Bell F2L Airacomet
- Bell H-13 Sioux
- LLRV
- Bell OH-55 Kiowa
- Bell P-39 Airacobra
- Bell P-59 Airacomet
- Bell P-63 Kingcobra
- Bell UH-1 Iroquois
- Bell X-1
- Bell X-2 Starbuster
- Bell XV-3 Convertiplan
- Bell X-5
- Bell X-14
- Bell X-16
- Bell X-22
- Bell XP-45
- Bell XP-52
- Bell XP-76
- Bell XP-77
- Bell XP-83
- Bell XV-15
- Bell/Agusta BA609
- Bell-Boeing-Vertol V-22 Osprey

### Bellanca
- Bellanca Aircruiser
- Bellanca C-27 Airbus
- Bellanca Champion
- Bellanca Chief
- Bellanca Citabria
- Bellanca Cruisair
- Bellanca Cruisemaster
- Bellanca Decathalon
- Bellanca Pacemaker
- Bellanca Viking
- Bellanca Scout
- Bellanca Skyrocket

### Beneš & Mráz
- Be-50
- Be-51
- Be-52
- Be-56
- Be-60
- Be-150
- Be-156
- Be-250
- Be-251
- Be-252
- Be-352
- Be-501
- Be-502
- Be-550
- Be-555

### Bensen
- Bensen X-25

### Beresniak-Isajew
- BI-1

### Beriev
- Beriev MBR-2
- Beriev Be-4 ook bekend als Beriev KOR-2
- Beriev Be-6 Navo-Code:Madge
- Beriev Be-8 Navo-Code:Mole
- Beriev Be-10 Navo-Code:Mallow
- Beriev Be-12 Tschaika (Seagull) Navo-Code:Mail
- Beriev KOR-1
- Beriev MBR-7
- Beriev MDR-5
- Beriev R-1
- Beriev Be-30
- Beriev Be-32
- Beriev Be-200

### Van Berkel
- Van Berkel W-A
- Van Berkel W-B

### Berliner-Joyce
- Berliner-Joyce FJ
- Berliner-Joyce F2J
- Berliner-Joyce P-16
- Berliner-Joyce XP-13 Viper

### Best Off
- Best Off Sky Ranger

### Bisnovat
- Bisnovat 5

### Blackburn Aircraft Ltd
- Blackburn Baffin
- Blackburn Beverley
- Blackburn Botha
- Blackburn Buccaneer
- Blackburn Firebrand
- Blackburn Iris
- Blackburn Kangaroo
- Blackburn Perth
- Blackburn Ripon
- Blackburn Roc
- Blackburn Shark
- Blackburn Skua
- Blackburn B-1 Segrave
- Blackburn B-2
- Blackburn B.20
- Blackburn B.44
- Blackburn B-48
- Blackburn B-54
- Blackburn B-88
- Blackburn F.2 Lincock
- Blackburn L.1 Bluebird
- Blackburn R.1 Blackburn
- Blackburn T.2 Dart
- Blackburn T.3 Velos
- Blackburn T.B. Twin Blackburn

### Blériot
- Blériot Parasol
- Blériot S.510
- Blériot XI
- Blériot XXI
- Blériot 125
- Blériot 127

### Bloch
- Bloch MB.60 en MB.61
- Bloch MB.80 en MB.81
- Bloch MB.90 en MB.92
- Bloch MB.120
- Bloch MB.130, MB.131, MB.132, MB.133 en MB.134
- Bloch MB.150, MB.151, MB.152, MB.155 en MB.157
- Bloch MB.160, MB.161 en MB.162
- Bloch MB.170, MB.171, MB.172, MB.173, MB.174, MB.175, MB.176 en MB.177
- Bloch MB.200
- Bloch MB.210 en MB.211
- Bloch MB.220 en MB.221
- Bloch MB.480
- Bloch MB.700
- Bloch MB.800

### Blohm + Voss
- Blohm + Voss BV 40
- Blohm & Voss Ha 135
- Blohm + Voss Ha 137
- Blohm + Voss BV 138
- Blohm + Voss Ha 139
- Blohm + Voss Ha 140
- Blohm + Voss BV 141
- Blohm + Voss BV 142
- Blohm & Voss BV 143
- Blohm + Voss BV 144
- Blohm + Voss BV 155
- Blohm & Voss P 188
- Blohm & Voss P 212
- Blohm + Voss BV 222
- Blohm + Voss BV 238
- Blohm & Voss BV 246 Hagelkorn

### Boeing
- Boeing 40
- Boeing 80
- Boeing 247
- Boeing 307 Stratoliner
- Boeing 314 Clipper
- Boeing 367-80
- Boeing 377 Stratocruiser
- Boeing 707
- Boeing 717-200
- Boeing 720
- Boeing 727
  - Boeing 727-100
  - Boeing 727-200
- Boeing 737
  - Eerste generatie
    - Boeing 737-100
    - Boeing 737-200

  - Tweede generatie
    - Boeing 737-300
    - Boeing 737-400
    - Boeing 737-500

  - Derde generatie en later
    - Boeing 737-600
    - Boeing 737-700
    - Boeing 737-800
    - Boeing 737-900
    - Boeing 737-900ER
- Boeing 747
  - Boeing 747-100
  - Boeing 747-200
  - Boeing 747-300
  - Boeing 747-300
  - Boeing 747-400
  - Boeing 747-400ER
  - Boeing 747SP
  - Boeing 747-8 (voorheen 747 Advanced)
- Boeing 757
  - Boeing 757-200
  - Boeing 757-300
- Boeing 767
  - Boeing 767-200
  - Boeing 767-200ER
  - Boeing 767-300
  - Boeing 767-300ER
  - Boeing 767-400ER
- Boeing 777
  - Boeing 777-200A
  - Boeing 777-200ER
  - Boeing 777-200LR
  - Boeing 777-300
  - Boeing 777-300ER
- Boeing 787
  - Boeing 787-3
  - Boeing 787-8
  - Boeing 787-9
- Boeing 7J7
- Boeing 2707
- Boeing AH-64 Apache
- Boeing B-9
- Boeing B-17 Flying Fortress
- Boeing B-29 Superfortress
- Boeing B-38 Flying Fortress
- Boeing B-39 Superfortress
- Boeing B-40 Flying Fortress
- Boeing B-44 Superfortress
- Boeing B-47 Stratojet
- Boeing B-50 Superfortress
- Boeing B-52 Stratofortress
- Boeing B-55 Stratojet
- Boeing B-56 Stratojet
- Boeing B-59
- Boeing Business Jet
- Boeing BWB
- Boeing C-17 Globemaster III
- Boeing C-18 Monomail
- Boeing C-19
- Boeing C-22
- Boeing VC-25A "Air Force One"
- Boeing C-32
- Boeing C-33
- Boeing C-40 Clipper
- Boeing C-73
- Boeing C-75 Stratoliner
- Boeing C-97 Stratofreighter
- Boeing C-98 Clipper
- Boeing C-105
- Boeing C-108 Flying Fortress
- Boeing C-127
- Boeing C-135 Stratolifter
- Boeing C-137 Stratoliner
- Boeing CC-137
- Boeing CH-46 Sea Knight
- Boeing CH-47 Chinook
- Boeing CH-62
- Boeing Commercial Chinook
- Boeing E-3 Sentry
- Boeing E-4
- Boeing E-6 Mercury
- Boeing E-8 JSTARS
- Boeing E-10 MC2A
- Boeing EC-18 Aria
- Boeing EC-135 Looking Glass
- Boeing FB
- Boeing F2B
- Boeing F3B Seahawk
- Boeing F4B
- Boeing F5B
- Boeing F6B
- Boeing F7B
- Boeing F8B
- Boeing HRB
- Boeing KC-46 Pegasus
- Boeing KC-97 Stratotanker
- Boeing KC-135 Stratotanker
- Boeing KC-767
- Boeing MD 520N
- Boeing MD 600N
- Boeing MD Explorer
- Boeing NLA
- Boeing P-4
- Boeing PW-9
- Boeing P-12
- Boeing P-26 Peashooter
- Boeing PT-13 Kaydet
- Boeing PT-17 Kaydet
- Boeing RC-135 Rivet Joint
- Boeing Sonic Cruiser
- Boeing T-43
- Boeing VC-25
- Boeing Wedgetail
- Boeing X-20 Dyna-Soar
- Boeing X-32
- Boeing X-37 Future-X
- Boeing X-40
- Boeing X-43
- Boeing X-45
- Boeing X-46
- Boeing X-48
- Boeing X-50
- Boeing XB-15
- Boeing XB-39 Superfortress
- Boeing Y1B-20
- Boeing XP-4
- Boeing XP-7
- Boeing XP-8
- Boeing XP-9
- Boeing XP-15
- Boeing XP-29
- Boeing XP-32
- Boeing XPBB Sea Ranger
- Boeing YC-14
- Boeing Vertol (Kawasaki) KV 107
- Boeing-Vertol CH-46 Sea Knight
- Boeing-Vertol CH-47 Chinook
- Boeing Vertol CH-113 Labrador
- Boeing Vertol CH-147 Chinook
- Boeing-Sikorsky RAH-66 Comanche
- Boeing F/A 14
- Boeing F/A 15
- Boeing F/A 16
- Boeing F/A 17
- Boeing F/A 18
- Boeing F/A 19

### Bohemia
- Bohemia B-5

### Bölkow
- Bölkow Bö 46
- Bölkow 208 Junior
- Bölkow 209 Monsun
- Bölkow Phoebus A, A1, B, B1, C

### Bombardier
- Bombardier 415
- Bombardier BD-100
- Bombardier BD-700
- Bombardier C-21 Learjet
- Bombardier Challenger 300
- Bombardier Challenger 604
- Bombardier Challenger 800
- Bombardier CL-215
- Bombardier CRJ-100
- Bombardier CRJ-200
- Bombardier CRJ-700
- Bombardier CRJ-900
- Bombardier CRJ-1000
- Bombardier Global 5000
- Bombardier Global Express XRS
- Bombardier Global Express
- Bombardier Learjet 45
- Bombardier Learjet 55
- Bombardier Learjet 60
- Bombardier Sentinel

### Boulton Paul
- Boulton Paul Balliol
- Boulton Paul Defiant
- Boulton Paul Overstrand
- Boulton Paul Sidestrand
- Boulton Paul P.111
- Boulton Paul P.120

### Brantly
- Brantly B-1
- Brantly B-2
- Brantly 305

### Breda
- Breda 15
- Breda 19
- Breda M-1

### Breguet
- Breguet 14
- Breguet 19
- Breguet 270
- Bréguet 393T
- Bréguet 462 Vultur
- Breguet 521 Bizerte
- Breguet 693
- Bréguet 1050 Alizé
- Breguet XIX
- Breguet Atlantic
- Breguet Biplane

### Brewster
- Brewster A-32
- Brewster A-34
- Brewster Bermuda
- Brewster F2A
- Brewster F3A Corsair
- Brewster SB2A

### Bristol
- Bristol 101
- Bristol 109
- Bristol 110A
- Bristol 118
- Bristol 120
- Bristol 133
- Bristol 123
- Bristol 142
- Bristol 143
- Bristol 146
- Bristol 148
- Bristol 188
- Bristol 223
- Bristol Beaufighter
- Bristol Beaufort
- Bristol Blenheim
- Bristol Bombay
- Bristol Boxkite
- Bristol Brabazon
- Bristol Brigand
- Bristol Britannia
- Bristol Buckingham
- Bristol Buckmaster
- Bristol Bulldog
- Bristol Coanda Monoplane
- Bristol F.2 Fighter
- Bristol Freighter
- Bristol M1
- Bristol Prier Monoplane
- Bristol Scout
- Bristol Sycamore
- Bristol Belvedere
- Bristol Bullpup
- Bristol Bagshot
- Bristol Bullfinch
- Bristol Bloodhound
- Bristol Jupiter-Fighter
- Bristol Advanced Trainers
- Bristol Berkeley
- Bristol Boarhound
- Bristol 92
- Bristol Badminton
- Bristol Brownie
- Bristol Braemar
- Bristol Tourer
- Bristol Badger
- Bristol Babe
- Bristol Bullet
- Bristol Seely
- Bristol Ten-seater
- Bristol Racer
- Bristol Primary Trainer
- Bristol T.T.A
- Bristol T-type
- Bristol Gordon England
- Bristol Coanda Biplane

### Britten-Norman
- Britten-Norman Finibee
- Britten-Norman Islander
- Britten-Norman Defender
- Britten-Norman Trislander
- Britten-Norman Nymph

### British Aerospace
- BAC Jet Provost
- BAC One Eleven
- BAC Strikemaster
- British Aerospace C-29
- Bae CT-155 Hawk
- Bae T-45 Goshawk
- BAe 125
- BAe 146
- BAe 146
- BAe ATP
- BAe Dominie
- British Aerospace EAP
- BAe Hawk
- BAe Jetstream
- BAe Nimrod
- BAC TSR-2
- BAe/Hawker Siddeley 748

### Bücker Flugzeugbau
- Bücker Bü 131 Jungmann
- Bücker Bü 133 Jungmeister
- Bücker Bü 180 Student
- Bücker Bü 181 Bestmann

### Budd
- Budd C-93 Conestoga

### Bulté
- Bulté RB.1
- Bulté RB.29
- Bulté RB.30 / Bulté RB.30 Sport

### Burnelli
- Burnelli CB-16
- Burnelli CBY-3
- Burnelli GX-3
- Burnelli OA-1
- Burnelli RB-1
- Burnelli RB-2
- Burnelli UB-14
- Burnelli UB-20